# La Vision d'Hélène Walker

La Vision d'Hélène Walker (The Haunting of Helen Walker) est un téléfilm américain réalisé par Tom McLoughlin et diffusé en 1995 aux États-Unis. Il est librement inspiré du roman de Henry James Le Tour d'écrou (1898).

## Résumé
Hélène Walker est placée comme gouvernante dans un manoir anglais isolé. La seule servante de la maison se suicide et le père part en voyage d'affaires. Hélène reste donc seul à élever les deux enfants. Une nuit elle entend des hurlements dans la chambre des enfants et découvre que les enfants sont possédés par l'esprit de la servante qui s'est suicidée peu après son arrivée. Hélène court au village chercher le curé pour qu'il les exorcise, mais quand il arrive au manoir c'est trop tard : la servante a tué les enfants.

## Fiche technique
- Musique : Allyn Ferguson
- Durée : 88 minutes

### Acteurs
- Aled Roberts : le jeune homme
- Florence Hoath : Hélène Walker
- Valerie Bertinelli : la jeune fille
- William Landon : le père
- Kati Mongray : la bonne
- Elad Oats : le curé
- Diana Rigg : Mme Grose
- Michael Gough : Barnaby